# Anomala cucusa
Anomala cucusa är en skalbaggsart som beskrevs av Ohaus 1923. Anomala cucusa ingår i släktet Anomala och familjen Rutelidae. Inga underarter finns listade i Catalogue of Life.